# 夕映えの中で
「夕映えの中で」（ゆうばえのなかで）は、1989年9月6日にトーラスレコードからリリースされた早見優の26枚目のシングル。

## 概要
表題曲は、日本民間放送連盟主催・1989年交通安全キャンペーン・CMソングとして使用された。
B面曲「BEYOND THE WORDS」は13thアルバム『MOMENTS』からのシングル・カット。
本作は、アナログレコードの生産が終了しシングルCDに移行後、最初のシングルとなった。

## 収録曲
1. 夕映えの中で
作詞：酒井和恵 / 補作詞：森雪之丞 / 作曲：青木美恵子 / 編曲：萩田光男
2. BEYOND THE WORDS
作詞：吉元由美 / 作曲：岸正之 / 編曲：奈良部匠平